# Buio prendimi per mano
Buio prendimi per mano (Darkness, Take My Hand) è un thriller di Dennis Lehane edito nel 1996.
Il libro è stato tradotto in 14 lingue. In Italia è stato presentato per la prima volta nel 2001.

## Trama
L'investigatore Patrick "Pat" Kenzie e la sua assistente Angela "Angie" Gennaro vengono assunti da Diandra Warren, una nota psicologa, per un duplice incarico: sorvegliare il figlio di quest'ultima, Jason, e indagare su presunte minacce che una sua conoscente ha ricevuto da Kevin Hurlihy, un ex-compagno di classe di Pat che lavora per la mafia irlandese. Nel corso delle indagini, tuttavia, avvengono una serie di omicidi apparentemente sconnessi ma che in realtà si ricollegano a dei casi analoghi avvenuti durante l'infanzia di Pat, il quale si ritroverà a dover proteggere sé stesso e i propri cari.

## Edizioni in italiano
- Dennis Lehane, Buio prendimi per mano, traduzione di Luciana Crepax, Piemme Edizioni, Casale Monferrato 2001 ISBN 88-384-4992-9
- Dennis Lehane, Buio prendimi per mano, Piemme Pocket, Casale Monferrato c2003  ISBN 88-384-6200-3
- Dennis Lehane, Buio prendimi per mano, traduzione di Luciana Crepax, collana Maestri del Thriller, Piemme, 2004,  p. 461.
- Dennis Lehane, Buio prendimi per mano, traduzione di Luciana Crepax, Super best. Thriller 18; Piemme, Milano 2010
- Dennis Lehane, Buio prendimi per mano, traduzione di Luciana Crepax, Piemme Bestsellers, Milano 2013 ISBN 978-88-566-3247-7